# Nationale 1A 1988-89
La Nationale 1A 1988-1989 fue la edición número 67 de la Nationale 1A, la máxima competición de baloncesto de Francia. Los doce mejor clasificados accederían a los playoffs, no descendiendo ningún equipo, pasando de 16 a 18 equipos la temporada siguiente.
El campeón sería por quinta vez en su historia, 21 años después, el CSP Limoges, tras derrotar al ÉB Pau-Orthez en la final en dos partidos.

## Equipos 1989-90
| Equipo                      | Ciudad        | Pabellón                                    | Capacidad |
| --------------------------- | ------------- | ------------------------------------------- | --------- |
| Olympique d'Antibes         | Antibes       | Salle Jean-Bunoz                            | 5000      |
| ES Avignon                  | Avignon       | Cosec Saint Chamand                         | 2200      |
| Caen Basket Calvados        | Caen          | Palais des sports Caen                      | 3000      |
| Cholet Basket               | Cholet        | La Meilleraie                               | 5191      |
| BCM Gravelines Dunkerque    | Gravelines    | Sportica                                    | 3500      |
| CSP Limoges                 | Limoges       | Palais des sports de Beaublanc              | 5500      |
| CEP Lorient                 | Lorient       | Palais des sports Xavier Le Louarn          | 3300      |
| ASVEL Basket                | Villeurbanne  | Astroballe                                  | 5643      |
| AS Mónaco Basket            | Mónaco        | Estadio Luis II                             | 2500      |
| Montpellier Paillade Basket | Montpellier   | Palacio de los Deportes Pierre de Coubertin | 4003      |
| FC Mulhouse Basket          | Mulhouse      | Salle Marcel Tschanz                        | 3700      |
| ABC Nantes                  | Nantes        | Palais des sports de Beaulieu               | 4000      |
| Paris Basket Racing         | París         | Stade Pierre-de-Coubertin                   | 4200      |
| Élan Béarnais Pau-Orthez    | Orthez        | Palais des Sports de Pau                    | 7813      |
| Saint-Quentin Basket-Ball   | Saint-Quentin | Palais des sports Pierre Ratte              | 3100      |
| ASPO Tours                  | Tours         | Palais des sports Marcel Cerdan             | 1100      |

## Resultados

### Temporada regular
|     | Equipo                      | J  | G  | P  | PF   | PC   | Pts | Clasificación           |
| --- | --------------------------- | -- | -- | -- | ---- | ---- | --- | ----------------------- |
| 1.  | CSP Limoges                 | 30 | 28 | 2  | 2522 | 2174 | 58  | playoff                 |
| 2.  | Cholet Basket               | 30 | 24 | 6  | 1934 | 1774 | 54  | playoff                 |
| 3.  | Élan Béarnais Pau-Orthez    | 30 | 22 | 8  | 2209 | 2062 | 55  | playoff                 |
| 4.  | FC Mulhouse Basket          | 30 | 21 | 9  | 2138 | 2000 | 51  | playoff                 |
| 5.  | Montpellier Paillade Basket | 30 | 19 | 11 | 2385 | 2385 | 49  | playoff                 |
| 6.  | AS Mónaco Basket            | 30 | 19 | 11 | 1995 | 1975 | 49  | playoff                 |
| 7.  | Saint-Quentin Basket-Ball   | 30 | 19 | 11 | 2042 | 2028 | 49  | playoff                 |
| 8.  | ASVEL Basket                | 30 | 18 | 12 | 2234 | 2200 | 48  | playoff                 |
| 9.  | CEP Lorient                 | 30 | 11 | 19 | 2101 | 2354 | 41  | playoff                 |
| 10. | BCM Gravelines Dunkerque    | 30 | 11 | 19 | 2237 | 2464 | 41  | playoff                 |
| 11. | ES Avignon                  | 30 | 11 | 19 | 1870 | 2173 | 41  | playoff                 |
| 12. | Paris Basket Racing         | 30 | 7  | 8  | 1379 | 1331 | 22  | playoff                 |
| 13. | ABC Nantes                  | 30 | 9  | 3  | 1060 | 970  | 21  | Promoción de descenso   |
| 14. | Olympique d'Antibes         | 30 | 6  | 6  | 1158 | 1163 | 18  | Promoción de descenso   |
| 15. | ASPO Tours                  | 30 | 3  | 9  | 1022 | 1093 | 15  | Descenso a Nationale 1B |
| 16. | Caen Basket Calvados        | 30 | 2  | 10 | 1036 | 1176 | 14  | Descenso a Nationale 1B |

## Playoff
|  | Octavos de final        | Octavos de final             |                              |                             | Cuartos de final | Cuartos de final |   |  | Semifinales | Semifinales |  |  | Final | Final |
|  |                         |                              |                              |                             |                  |                  |   |  |             |             |  |  |       |       |
|  |                         |                              |                              |                             |                  |                  |   |  |             |             |  |  |       |       |
|  |                         |                              |                              |                             |                  |                  |   |  |             |             |  |  |       |       |
|  | 1. CSP Limoges          | 2                            |                              |                             |                  |                  |   |  |             |             |  |  |       |       |
|  | 1. CSP Limoges          | 2                            | 8. ASVEL Basket              | 1                           |                  |                  |   |  |             |             |  |  |       |       |
|  |                         | 8. ASVEL Basket              | 8. ASVEL Basket              | 1                           | 1                |                  |   |  |             |             |  |  |       |       |
|  | 9. CEP Lorient          | 8. ASVEL Basket              | 1                            |                             | 1                | 1. CSP Limoges   | 2 |  |             |             |  |  |       |       |
|  | 9. CEP Lorient          |                              | 1                            |                             |                  | 1. CSP Limoges   | 2 |  |             |             |  |  |       |       |
|  |                         |                              |                              | 4. FC Mulhouse Basket       | 0                |                  |   |  |             |             |  |  |       |       |
|  | 4. FC Mulhouse Basket   | 2                            |                              | 4. FC Mulhouse Basket       | 0                |                  |   |  |             |             |  |  |       |       |
|  | 4. FC Mulhouse Basket   | 2                            | 5. Montpellier Paillade      | 1                           |                  |                  |   |  |             |             |  |  |       |       |
|  |                         | 5. Montpellier Paillade      | 5. Montpellier Paillade      | 1                           | 1                |                  |   |  |             |             |  |  |       |       |
|  | 12. Paris Basket Racing | 5. Montpellier Paillade      | 1                            |                             | 1                | 1. CSP Limoges   | 2 |  |             |             |  |  |       |       |
|  | 12. Paris Basket Racing |                              | 1                            |                             |                  | 1. CSP Limoges   | 2 |  |             |             |  |  |       |       |
|  |                         |                              |                              | 3. Élan Béarnais Pau-Orthez | 0                |                  |   |  |             |             |  |  |       |       |
|  | 2. Cholet Basket        | 2                            |                              | 3. Élan Béarnais Pau-Orthez | 0                |                  |   |  |             |             |  |  |       |       |
|  | 2. Cholet Basket        | 2                            | 7. Saint-Quentin Basket-Ball | 2                           |                  |                  |   |  |             |             |  |  |       |       |
|  |                         | 7. Saint-Quentin Basket-Ball | 7. Saint-Quentin Basket-Ball | 2                           | 0                |                  |   |  |             |             |  |  |       |       |
|  | 10. BCM Gravelines      | 7. Saint-Quentin Basket-Ball | 0                            |                             | 0                | 2. Cholet Basket | 1 |  |             |             |  |  |       |       |
|  | 10. BCM Gravelines      |                              | 0                            |                             |                  | 2. Cholet Basket | 1 |  |             |             |  |  |       |       |
|  |                         |                              |                              | 3. Orthez                   | 2                |                  |   |  |             |             |  |  |       |       |
|  | 3. Orthez               | 2                            |                              | 3. Orthez                   | 2                |                  |   |  |             |             |  |  |       |       |
|  | 3. Orthez               | 2                            | 6. AS Mónaco Basket          | 1                           |                  |                  |   |  |             |             |  |  |       |       |
|  |                         | 6. AS Mónaco Basket          | 6. AS Mónaco Basket          | 1                           | 0                |                  |   |  |             |             |  |  |       |       |
|  | 11. ES Avignon          | 6. AS Mónaco Basket          | 1                            |                             | 0                |                  |   |  |             |             |  |  |       |       |
|  | 11. ES Avignon          |                              | 1                            |                             |                  |                  |   |  |             |             |  |  |       |       |